# Nizhni Airium
Nizhni Airium (del ruso: Нижний Айрюм) es un pueblo (selo) del raión de Guiaguínskaya en la república de Adiguesia de Rusia. Está situado a orillas del río Airium, 11 km al este de Guiaguínskaya y 34 km al nordeste de Maikop, la capital de la república. Tenía 283 habitantes en 2010
Pertenece al municipio Airiumovskoye.